# Quirino Mendoza y Cortés
Quirino Fidelino Mendoza y Cortés (Cidade do México, 10 de maio de 1862 — Cidade do México, 9 de novembro de 1957) foi um compositor mexicano conhecido por compor Cielito Lindo.